# Cefaleksyna
Cefaleksyna, (łac. Cefalexinum) – antybiotyk beta-laktamowy z grupy cefalosporyn I generacji, pochodna kwasu 7-aminocefalosporanowego (7-ACA). Wykazuje działanie bakteriobójcze. Jest relatywnie wrażliwa na działanie beta-laktamaz.

## Działanie
Jej działanie polega na przerwaniu biosyntezy ściany komórkowej, poprzez hamowanie enzymu odpowiedzialnego za tworzenie połączeń poprzecznych (sieciowania) między łańcuchami peptydoglikanu, i w ten sposób zapobieganie wzrostowi patogenu.
Biologiczny okres półtrwania u psa, przy założeniu prawidłowego funkcjonowania nerek, wynosi 1,3-2 godzin.

## Farmakokinetyka
Biologiczny okres półtrwania wynosi około 1 godziny. Wydalanie następuje przez nerki, drogą przesączania kłębuszkowego i wydzielania kanalikowego. Cefaleksyna nie jest metabolizowana.

## Wskazania
- zakażenia układu oddechowego
- zakażenia dróg moczowych i gruczołu krokowego
- zakażenia skóry
- zakażenia tkanek miękkich
- zakażenia kości i stawów
- zapalenie ucha środkowego

## Przeciwwskazania
- nadwrażliwość na lek
- niewydolność nerek
- ciężkie choroby układu pokarmowego
- równoczesne leczenie lekami nefrotoksycznymi

## Działania niepożądane
- skórne reakcje alergiczne
- ból brzucha
- nudności
- wymioty
- ból głowy
- zmiany składu krwi
- zapalenie nerek
- zaburzenia funkcji wątroby

## Preparaty
- Cefaleksyna – kapsułki 0,25 g, 0,5 g
- Keflex – granulat do przygotowania zawiesiny doustnej 0,05 g/ml, kapsułki 0,25 g, 0,5 g
- Kefavet - tabletki 250 mg

## Dawkowanie
Doustnie. Dawkę i częstotliwość stosowania ustala lekarz. Zwykle dorośli 250–500 mg co 6 godzin w czterech dawkach.